# Charlie Gracie
Charles Anthony Graci (Philadelphia (Pennsylvania), 14 mei 1936 – aldaar, 17 december 2022), bekend onder zijn artiestennaam Charlie Gracie, was een Amerikaanse r&b-zanger, gitarist en rock-pionier.

## Jeugd
Gracie's vader moedigde hem aan om gitaar te leren spelen. Zijn muzikale carrière begon op 16-jarige leeftijd, toen hij optrad in de Paul Whiteman tv-show in 1952. Gracie speelde tijdens bruiloften, in plaatselijke restaurants en op feestjes, maar ook op radio en televisie. Hij won ook plaatselijke talentenjachten. Gracie studeerde af aan de South Philadelphia High School in 1952.

## Carrière
Graham Prince, de eigenaar van Cadillac Records, hoorde een van Gracie's vroege radio-optredens en bood hem een contract aan. Deze verbinding leidde tot de single Boogiewoogie Blues / I'm Gonna Sit Right Down And Write Myself a Letter. De song leidde tot Gracie's eerste optreden bij het tv-programma American Bandstand van Bob Horn, vier jaar voordat Dick Clark de presentatie overnam. Na twee verdere singles voor Cadillac Records, waaronder Rockin' 'n' Rollin' (1952), wisselde Gracie naar 20th Century Records. De daar gemaakte schijf bevatte een allesomvattende diversiteit aan stijlen, waaronder jump blues, gospelmuziek en country boogiewoogie met invloeden van Big Joe Turner, B.B. King, Louis Jordan, Roy Acuff en Hank Williams sr.
In 1956 werd in Philadelphia Cameo Records opgericht. De oprichters zochten een sterk talent en boden Gracie een contract aan. Met een budget van 600 dollar dook de nieuwe firma in de opnamestudio om Butterfly / Ninety Nine Ways op te nemen. De single werd een hit en bereikte de toppositie in de Billboard Hot 100. Gracie ontving een Gouden Plaat voor de verkoop van meer dan twee miljoen exemplaren. Zijn enige andere top 40-hit in hetzelfde jaar was Fabulous (US #16, UK #6). Twee andere aanzienlijke successen waren Wandering Eyes (US #71, UK #6) en Cool Baby, ook een top 30-hit in het Verenigd Koninkrijk. Het financiële succes van deze hits legde het Cameo-label geen windeieren en werd het een dominante macht in de muziekbusiness voor meerdere jaren.
Gracie's persoonlijke optredens groeiden totdat hij optrad en een van de grootste scenes van deze tijd publiceerde: Alan Freeds rock-'n-roll shows in het Brooklyn Paramount, The Ed Sullivan Show, American Bandstand en de 500 Club in Atlantic City. Hij was te zien in de film Jamboree (1957) en ging op tournee met Chuck Berry, The Everly Brothers, Bo Diddley en zijn goede vriend Eddie Cochran.
Gracie werd de tweede Amerikaanse rock-'n-roller, die deze nieuwe stroming naar de Britse podia bracht. Zijn twee breed opgezette tournees in 1957 en 1958 werden overtroffen door de optredens in het London Palladium en het Londense Hippodrome. Onder het publiek te midden van Gracie's fans, bevonden zich de latere rockmuzikant Graham Nash en leden van The Beatles. Deze artiesten en vele andere bekende optredenden erkenden Gracie als een autoriteit. George Harrison roemde Gracie's gitaartechniek als briljant in een in maart 1966 gehouden interview met Billboard. Paul McCartney inviteerde Gracie voor zijn premièrefeest in 1999.
Naar aanleiding van de documentaire film Wages of Spin, procedeerde Gracie tegen Cameo Records voor niet betaalde licentiegelden en als represaillemaatregel werd hij op de zwarte lijst geplaatst van de radio en American Bandstand. Volgens de film Bandstand had presentator Dick Clark een relatie met de platenfirma en werd er 14.000 dollar betaald voor diensten, die werden gerelateerd met Gracie's song Butterfly.
Nadat Cameo Records Gracie had verwezen naar Coral Records, Roulette Records, Felsted Records en Diamond Records, gaf hij meer de voorkeur aan de r&b. Telkens als het succes minder werd, ging hij verder met optreden in clubs, theaters en ontmoetingsplaatsen van de jaren 1960 tot de jaren 1990. Hij geniet nog steeds van de trouwe aanhang in het Verenigd Koninkrijk, Duitsland, Oostenrijk, Zwitserland, Frankrijk en Nederland.
Tijdens de late jaren 1990 werd Gracie voorgesteld aan de gitarist, studio-eigenaar en labelbaas Quentin Jones, die een solide achtergrond had in de oorspronkelijke muziek. Hij speelde in een rockabilly-band, geproduceerd door bassist Lee Rocker van The Stray Cats. Hij speelde ook leadgitaar op de gelijknamige cd van Robert Gordon uit 1996. Gracie en Jones ontmoetten elkaar in Valley Forge. Ze besloten om samen een album op te nemen met Jones als producent. Hij haalde zijn bandcollega Dave Ferrara als drummer, Jones speelde basgitaar en Gracie zong en speelde gitaar. Gracie inviteerde Jones en Ferrara hem te ondersteunen toen Van Morrison Gracie afvaardigde om zijn 2000 West Coast tournee te openen.
Medewerkenden op zijn laatste cd waren Tommy Conwell (gitaar), Ralph Miller (piano), Daryl Jenkins (saxofoon) en Pete Barnhart (percussie). Graham Nash nam de zang voor zijn rekening bij de song A Little Too Soon To Tell.
Gracie's vernieuwende inbreng aan het genre werd erkend door de Rockabilly Hall of Fame en werd bevestigd binnen de South Philadelphia High School Alumni Cultural Hall of Fame.
In 2007 werd de documentaire film Fabulous over Charlie Gracie uitgezonden bij PBS-stations. In 2011 publiceerde ABKCO de cd For The Love of Charlie, geproduceerd door Al Kooper met co-productie van Quentin Jones, met de gastartiesten Graham Nash, Peter Noone, Jimmy Vivino, Craig Ross en Dennis Diken, met als zanger Gracie, die sommige van zijn eigen songs en enkele covers ten gehore bracht.
Op zijn 75e verjaardag nam hij Baby Doll op. Charlie werd opgenomen bij de Broadcast Pioneers van de Philadelphia Hall of Fame in november 2012.

## Privéleven
Gracie was meer dan veertig jaar getrouwd. Met zijn vrouw kreeg hij twee kinderen, een zoon en een dochter. Hij overleed op 86-jarige leeftijd.

## Discografie

### Singles
Cadillac Records
- 1951: Boogie Woogie Blues / I'm Gonna Sit Right Down and Write Myself a Letter
- 1951: All Over Town / Rockin' an' Rollin'

Cameo Records
- 1957: Butterfly / Ninety-Nine Ways
- 1957: Fabulous / Just Lookin'
- 1957: I Love You So Much it Hurts / Wanderin' Eyes
- 1957: Cool Baby / You Got a Heart Like a Rock
- 1958: Crazy Girl / Dressin' Up

Coral Records
- 1959: Doodlebug / Hurry Up, Buttercup
- 1959: Angel of Love / I'm a Fool, That's Why
- 1959: Oh-Well-A / Because I Love You So

Roulette Records
- 1960: The Race / I Looked For You

President
- 1962: Pretty Baby / Night and Day, U.S.A.

Diamond Records
- 1965: He'll Never You Love Like I Do / Keep My Love Next To Your Heart

Sock 'n' Soul
- 1968: Walk With Me Girl / Tenderness

London Records
- 1978: Fabulous / Makin' Whoopie / Wow...w

Blackjack (België)
- 1981: You Mostest Girl / Rockin' the Boogie

### Studioalbums
- 1980: Rockin' Philadelphia – Big Beat
- 1981: The Fabulous Charlie Gracie – Blackjack
- 1982: Amazing Gracie – Charly
- 2001: I'm Alright – Lanark
- 2004: Just Hangin' Around – Rhythm Bomb
- 2004: Rockin' Italy (and the Jumpin' Shoes) – Rockhouse
- 2007: Gracie Swings Again – Rhythm Bomb
- 2011: For the Love of Charlie – ABCKO
- 2015: Angel on My Shoulder – Lanark

### Livealbums
- 1983: Live at the Stockton Globe – August 26, 1957 – Roller Coaster
- 2004: An Evening With Charlie Gracie – Rockstar

### Compilaties
- 1978: Cameo-Parkway Sessions – London
- 1999: It's Fabulous – Stomper Time
- 2006: The Best of Charlie Gracie: Cameo Parkway 1956–1958 – ABKCO
- 2009: The Fabulous Charlie Gracie
- 2011: For the Love of Charlie

- Bibsys: 3103112
- Gemeinsame Normdatei: 134986857
- International Standard Name Identifier: 0000 0000 5550 2711
- Library of Congress Control Number: no98006121
- MusicBrainz: 9769c8b2-a0da-4d09-976c-aa9c87e5a10e
- SNAC: w64b4hbq
- Virtual International Authority File: 99149294356480522162